# Pelosia obtrita
Pelosia obtrita là một loài bướm đêm thuộc phân họ Arctiinae, họ Erebidae.